# Bricolage
« Bricoleur » redirige ici. Pour les autres significations, voir Bricoleur (comics).
Pour l'album d'Amon Tobin, voir Bricolage (album). Pour l'album de Ryūichi Sakamoto, voir Bricolages.
 (novembre 2012).
Si vous disposez d'ouvrages ou d'articles de référence ou si vous connaissez des sites web de qualité traitant du thème abordé ici, merci de compléter l'article en donnant les références utiles à sa vérifiabilité et en les liant à la section « Notes et références ».

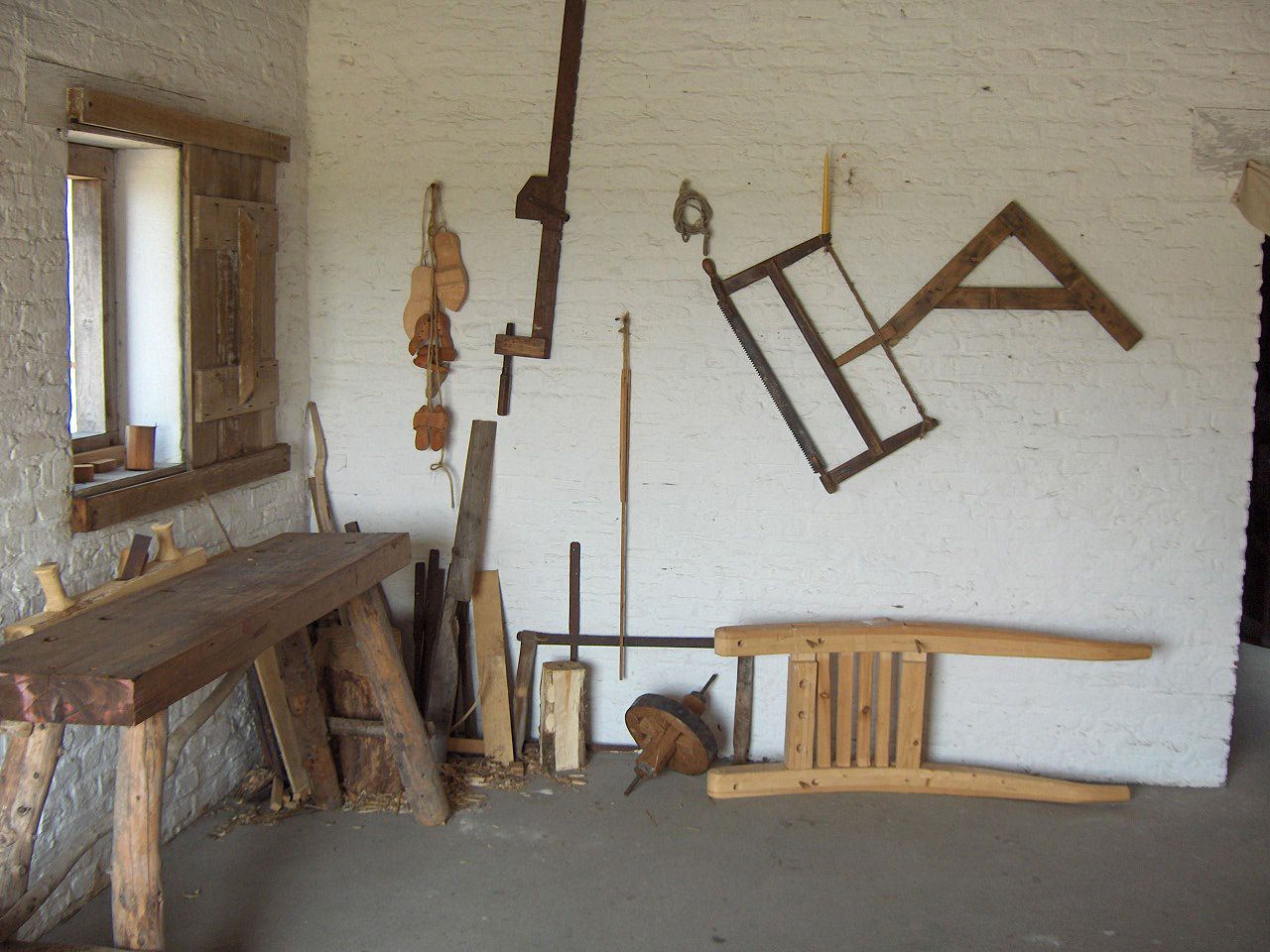
Reconstitution d'un atelier de charpentier du Moyen Âge (vers 1465), à Walraversijde en Belgique.

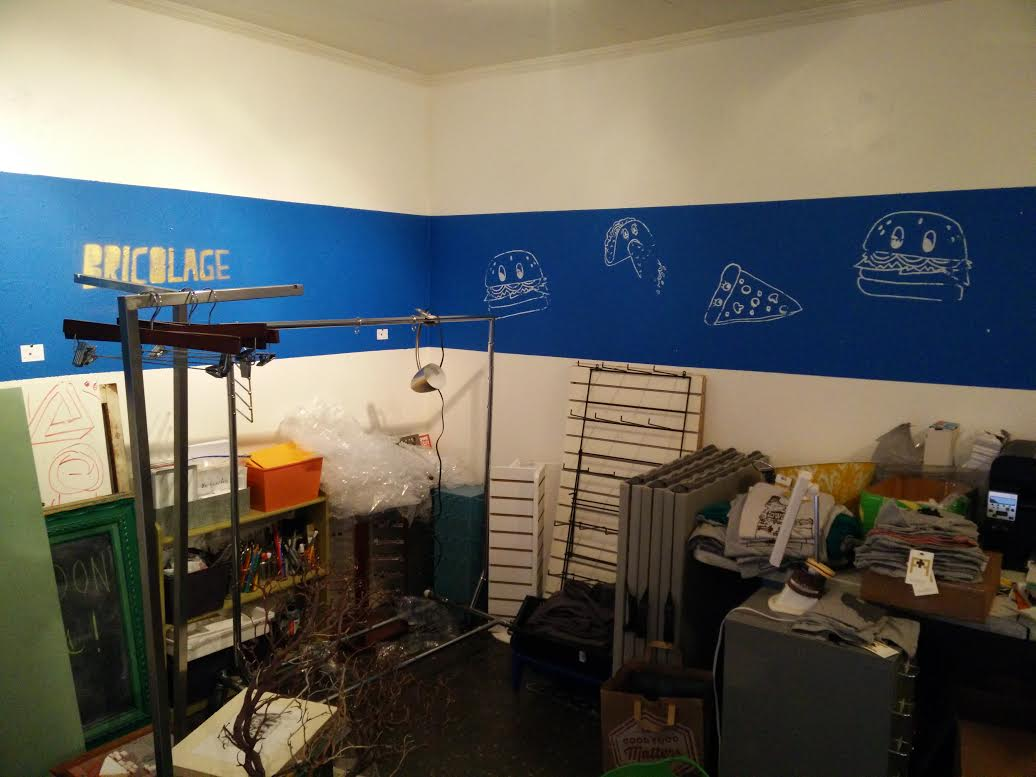
Un makerspace (atelier pour particuliers) avec un assortiment de matériel et matières premières de bricolage.

Le bricolage est une activité manuelle visant à réparer, entretenir, améliorer ou fabriquer de petits objets.
On dit d'une personne habile de ses mains qu'il est un « bon bricoleur ». À l'inverse, l'expression « bricoleur du dimanche » est plus péjorative. On évoque aussi le « système D » (de « débrouille ») pour une réalisation de bricolage particulièrement ingénieuse. Dans la partie commerciale du secteur, le concept anglo-saxon du do it yourself (« faites-le vous-même »), abrégé DIY (prononcé /diː aɪ waɪ/) a été une telle réussite commerciale pour les magasins de bricolage que les distributeurs de meubles l'ont adopté, sous l'argument de prix compétitifs[réf. nécessaire].
Dans ce sens commun, le bricolage a connu un essor notable dans les années 1980, qui ont vu la démocratisation de techniques auparavant réservées aux professionnels, notamment dans la presse spécialisée.

## Étymologie

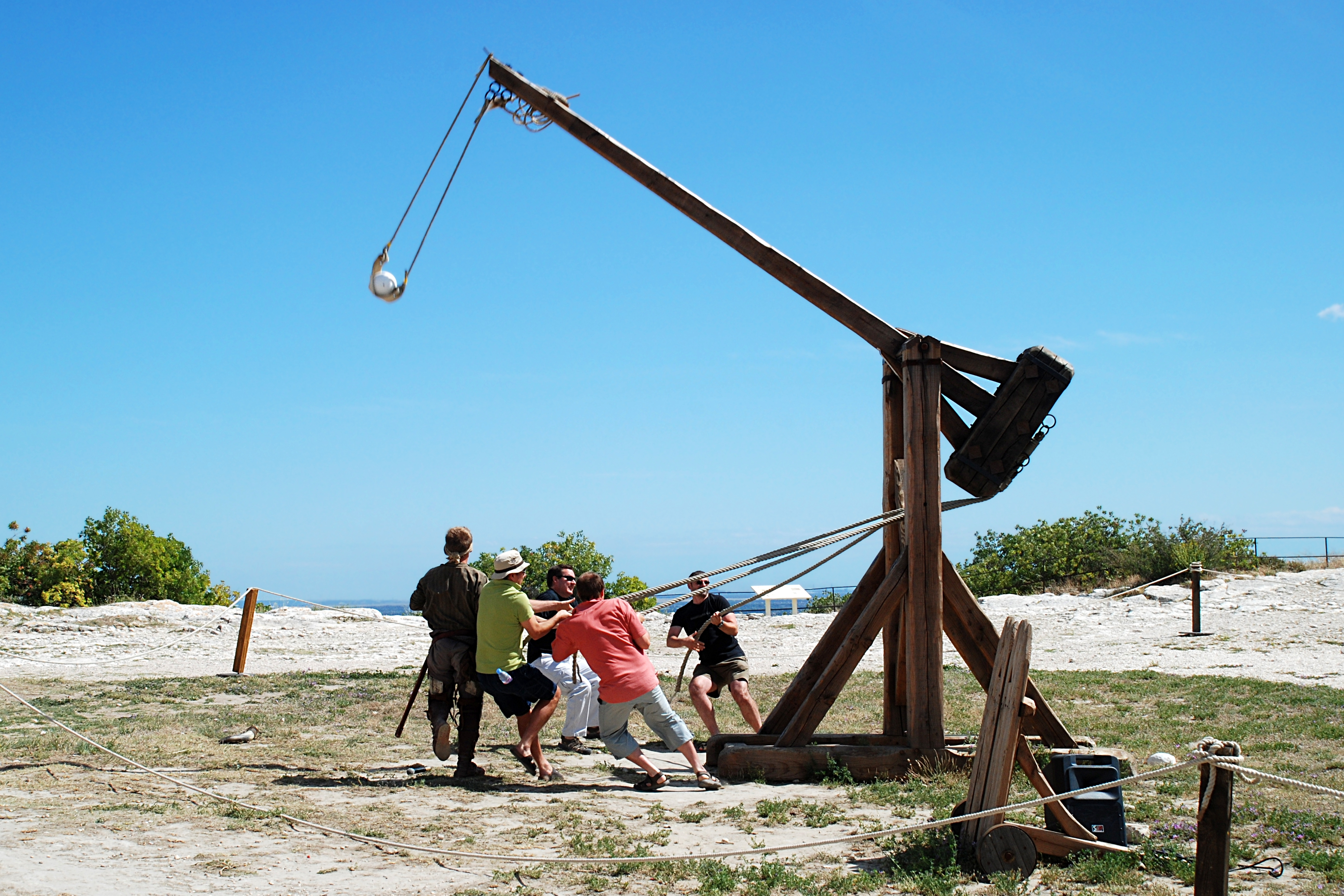
Reconstitution d'une bricole.

Étymologiquement, le mot bricolage dérive des termes briccola (terme du Moyen Âge, vers 1360), brigole puis bricole (une catapulte). À la Renaissance, alors que la catapulte devient obsolète comme engin de combat, le mot prend le sens de « moyen détourné, habile », de là le verbe « bricoler ».

## Histoire
Dès 1895, les termes « bricole » et « bricoler », dans le nouveau sens de faire des menus travaux de réparation, sont attestés. Ce sens est tiré de la bricole que l'on passe au cou pour tirer les petites voitures.
L'une des premières traces écrites du vocable « bricolage » est la création dans le Jura, le 15 novembre 1931 ou 1932 à l'École pratique d'industrie de Mouchard, d'un stage d'artisanat rural visant à inciter les jeunes cultivateurs aux occupations casanières et à promouvoir des techniques inédites (électricité, moteur thermique, T.S.F.). Ces travaux pratiques sont alors qualifiés de « bricolage de la ferme », notamment en ce qui concerne l'entretien, la conduite et la réparation des machines agricoles.

## Techniques et domaines
L'activité de bricolage peut s'exercer dans des domaines de compétences variés, pouvant nécessiter l'utilisation d'un outillage. Il peut s'agir des métiers du bâtiment comme la plomberie, l'électricité ou encore le carrelage, mais aussi de mécanique automobile ou de celle des autres cycles (bicyclette, motocyclette, cyclomoteur, etc.). Ces travaux de bricolage peuvent être réalisés en intérieur (décoration, aménagement d'intérieur) ou en extérieur (jardinage). Certains peuvent avoir un caractère artisanal, comme dans les domaines de l'ébénisterie ou la vannerie.

### Construction
En plomberie, le bricolage peut consister à changer un robinet, installer un chauffe-eau, un lave-linge ou un lave-vaisselle, réparer une fuite d'eau à la base de la cuvette des toilettes ou dégorger une canalisation.
L'autoconstruction consiste à construire soi-même sa maison. Cette entreprise rassemble en un seul projet tous les aspects du bricolage à la maison, dont la maçonnerie.

### Décoration, aménagement d'intérieur
Dans de la cadre de la décoration, le bricolage peut consister à poser des lambris, du papier peint, un parquet flottant, de la tapisserie, ou faire de la peinture, etc.

### Équipement électrique, électroménager et domotique
Les différents types de bricolages qui requièrent un courant fort comprennent le changement de lampes d'éclairage, la réparation d'une lampe de chevet, celle d'un circuit électrique (fusibles, disjoncteurs) ou encore l'ajout d'une prise électrique.
Les différents types de bricolages qui requièrent un courant faible comprennent l'ajout d'une prise de téléphone, tout ce qui concerne l'électronique, les installations d'antennes (de télévision, de vidéo, de vidéo surveillance, parabolique satellitaire).

### Entretien de véhicules
L'entretien d'un véhicule comprend par exemple celui de la batterie d'une automobile.
L'entretien d'un vélo peut consister à poser une rustine, changer un patin de bicyclette, à démonter une roue, ou à la dévoiler.

### Travail du verre
Le travail du verre fait notamment appel aux notions d'optique, par exemple pour la confection de luminaires. Il peut s'agir de fabriquer un vitrail, ou un objet en vitrocéramique.

## Sécurité

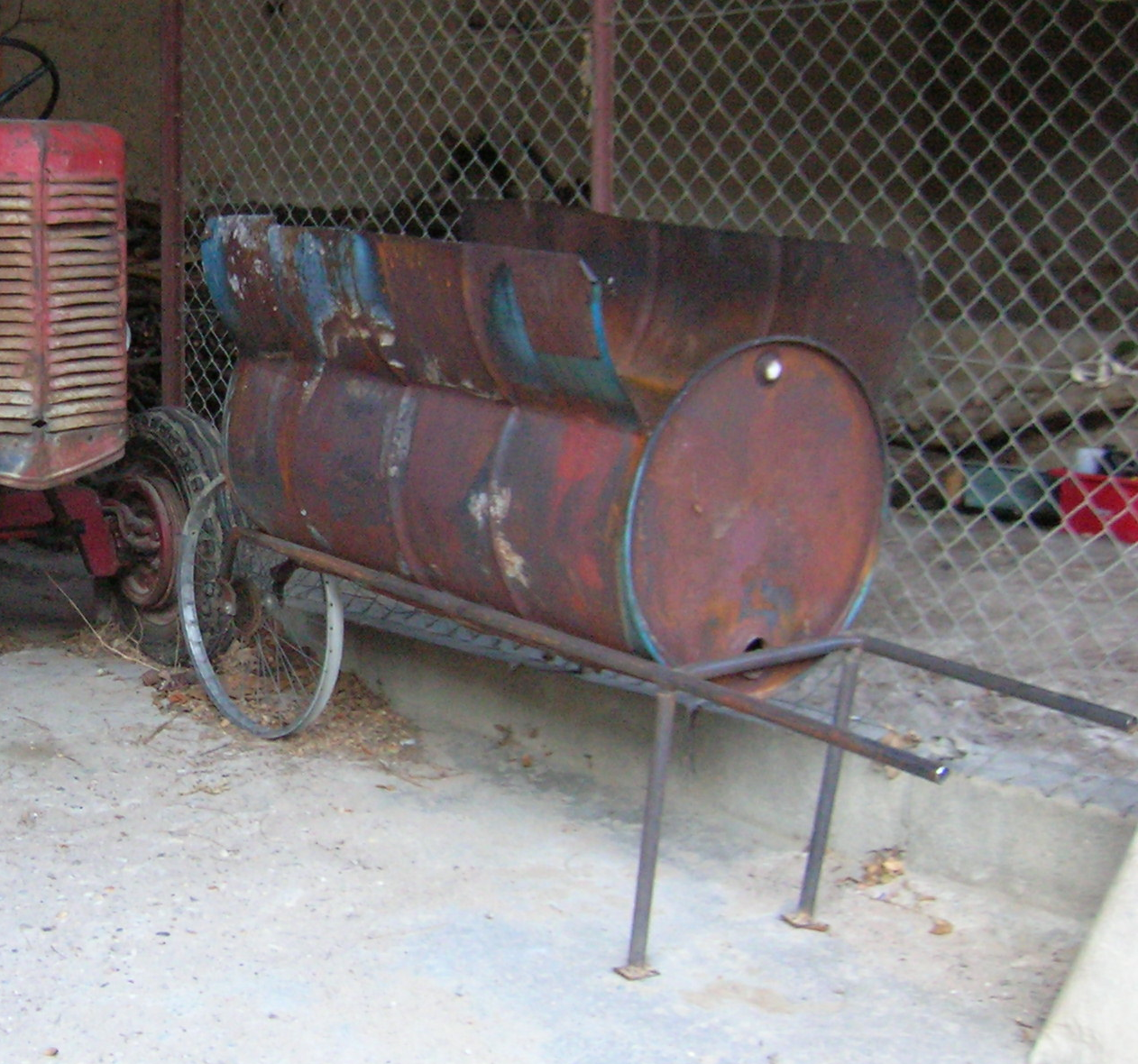
Un brûle-tout ingénieux.

Le bricolage expose le bricoleur à des produits, émanations, poussières et autres risques susceptibles d'avoir un effet négatif indésiré et insoupçonné sur la santé. L'information des risques est parfois faite au travers d'un étiquetage. Cet étiquetage n'est pas systématiquement lu par tous les acheteurs ; de plus ceux qui ont lu l'étiquetage n'adoptent généralement pas le comportement préconisé tel que le port de gants, de lunettes, ou de masques, sauf dans des cas spéciaux. Les bricoleurs à haut revenu adoptent un comportement moins défavorable à leur santé.
Au-delà des risques sur la santé, chaque année en France, 300 000 personnes se rendent aux services d'urgences à la suite d'un incident de bricolage et/ou de jardinage.
- Les risques les plus immédiats sont les risques de chutes, coupures, brûlures, écrasement, électrocution et d'intoxications[10].
- Les peintures, colles, solvants, vernis, vitrifiants, cires, décapants, diluants, laques peuvent dégager des substances toxiques[10].
- Les laines de verre, de roche, de laitier sont irritantes pour les yeux, la peau et les voies respiratoires[10].
- Les travaux sur les logements anciens contenant des peintures au plomb sont cause de saturnisme[10].
- Enfin, des résidus de produits chimiques nocifs peuvent encore être émis longtemps après les travaux achevés[10].

## Économie du bricolage

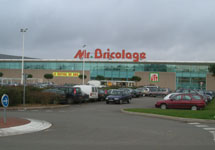
Enseigne d'une grande surface spécialisée dans le bricolage.

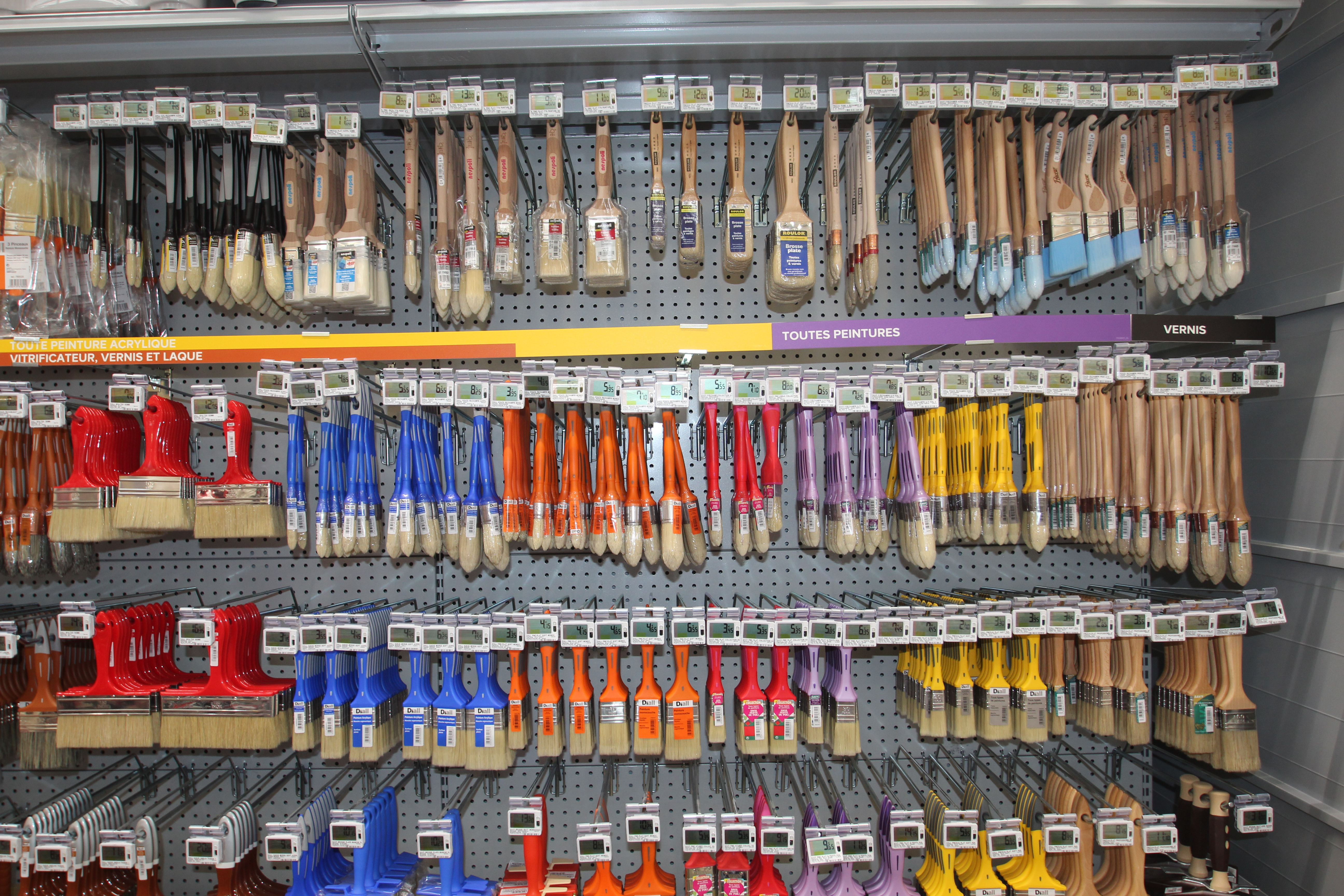
Un rayon de pinceaux dans un grand magasin.

Les magasins faisant commerce de produits de bricolage ont porté différents noms : quincaillerie, droguerie, bazar, avant de s'appeler magasin de bricolage. Aujourd'hui, la plupart d'entre eux font partie de chaînes de grands groupes multinationaux. Par exemple, le Bazar de l'Hôtel de Ville (BHV) parisien (implanté également dans d’autres villes) est entré en 1991 dans le groupe Galeries Lafayette.
En 2019 en France, le marché global du bricolage est estimé à 28 milliards d'euros, captés à 74 % par les grandes surfaces du bricolage (GSB), d'une superficie supérieure à 400 m2. En 2008, la consommation des ménages (par foyer) en bricolage était estimée à 672 €.
Les principaux secteurs du bricolage en France, en 2008, sont la plomberie/sanitaire (14 %), la peinture/colles (12 %) et les bois/dérivés (13 %).